# Eleições legislativas portuguesas de 1991 no distrito de Beja
| Eleições legislativas portuguesas de 1991 Distritos: Aveiro \| Beja \| Braga \| Bragança \| Castelo Branco \| Coimbra \| Évora \| Faro \| Guarda \| Leiria \| Lisboa \| Portalegre \| Porto \| Santarém \| Setúbal \| Viana do Castelo \| Vila Real \| Viseu \| Açores \| Madeira \| Estrangeiro |

## Resultados por Concelho
Os resultados nos concelhos do Distrito de Beja foram os seguintes:

### Aljustrel
| Partido                 | Partido                           | Votos  | %               | +/-  |
| ----------------------- | --------------------------------- | ------ | --------------- | ---- |
|                         | Coligação Democrática Unitária    | 2 827  | 40,46 / 100,00  | 9,16 |
|                         | Partido Socialista                | 1 983  | 28,38 / 100,00  | 6,95 |
|                         | Partido Social Democrata          | 1 531  | 21,91 / 100,00  | 5,73 |
|                         | Partido Socialista Revolucionário | 129    | 1,85 / 100,00   | 1,07 |
|                         | Centro Democrático e Social       | 128    | 1,83 / 100,00   | 0,29 |
|                         | PCTP/MRPP                         | 112    | 1,60 / 100,00   | 0,77 |
|                         | Outros                            | 104    | 1,49 / 100,00   |      |
| Votos Inválidos         | Votos Inválidos                   | 174    | 2,49 / 100,00   | 0,22 |
| Total                   | Total                             | 6 988  | 100,00 / 100,00 |      |
| Eleitorado/Participação | Eleitorado/Participação           | 10 160 | 68,78 / 100,00  | 5,14 |

### Almodôvar
| Partido                 | Partido                           | Votos | %               | +/-  |
| ----------------------- | --------------------------------- | ----- | --------------- | ---- |
|                         | Partido Socialista                | 2 018 | 40,53 / 100,00  | 1,52 |
|                         | Partido Social Democrata          | 1 669 | 33,52 / 100,00  | 5,11 |
|                         | Coligação Democrática Unitária    | 729   | 14,64 / 100,00  | 3,99 |
|                         | Partido Socialista Revolucionário | 105   | 2,11 / 100,00   | 1,17 |
|                         | Centro Democrático e Social       | 100   | 2,01 / 100,00   | 0,62 |
|                         | PCTP/MRPP                         | 71    | 1,43 / 100,00   | 0,68 |
|                         | Partido Renovador Democrático     | 52    | 1,04 / 100,00   | 2,61 |
|                         | Outros                            | 76    | 1,52 / 100,00   |      |
| Votos Inválidos         | Votos Inválidos                   | 159   | 3,19 / 100,00   | 0,56 |
| Total                   | Total                             | 4 979 | 100,00 / 100,00 |      |
| Eleitorado/Participação | Eleitorado/Participação           | 8 581 | 58,02 / 100,00  | 3,53 |

### Alvito
| Partido                 | Partido                           | Votos | %               | +/-  |
| ----------------------- | --------------------------------- | ----- | --------------- | ---- |
|                         | Partido Social Democrata          | 581   | 36,40 / 100,00  | 3,76 |
|                         | Coligação Democrática Unitária    | 429   | 26,88 / 100,00  | 8,07 |
|                         | Partido Socialista                | 395   | 24,75 / 100,00  | 9,15 |
|                         | PCTP/MRPP                         | 41    | 2,57 / 100,00   | 1,36 |
|                         | Partido Socialista Revolucionário | 33    | 2,07 / 100,00   | 0,97 |
|                         | Centro Democrático e Social       | 29    | 1,82 / 100,00   | 0,55 |
|                         | Outros                            | 38    | 2,38 / 100,00   |      |
| Votos Inválidos         | Votos Inválidos                   | 50    | 3,14 / 100,00   | 1,08 |
| Total                   | Total                             | 1 596 | 100,00 / 100,00 |      |
| Eleitorado/Participação | Eleitorado/Participação           | 2 274 | 70,18 / 100,00  | 5,81 |

### Barrancos
| Partido                 | Partido                           | Votos | %               | +/-   |
| ----------------------- | --------------------------------- | ----- | --------------- | ----- |
|                         | Partido Socialista                | 413   | 37,38 / 100,00  | 14,25 |
|                         | Partido Social Democrata          | 297   | 26,88 / 100,00  | 10,62 |
|                         | Coligação Democrática Unitária    | 212   | 19,19 / 100,00  | 18,91 |
|                         | Partido Socialista Revolucionário | 45    | 4,07 / 100,00   | 2,63  |
|                         | PCTP/MRPP                         | 29    | 2,62 / 100,00   | 1,60  |
|                         | Centro Democrático e Social       | 23    | 2,08 / 100,00   | 0,12  |
|                         | Partido Renovador Democrático     | 15    | 1,36 / 100,00   | 6,09  |
|                         | Outros                            | 16    | 1,44 / 100,00   |       |
| Votos Inválidos         | Votos Inválidos                   | 55    | 4,97 / 100,00   | 1,13  |
| Total                   | Total                             | 1 105 | 100,00 / 100,00 |       |
| Eleitorado/Participação | Eleitorado/Participação           | 1 714 | 64,47 / 100,00  | 8,39  |

### Beja
| Partido                 | Partido                           | Votos  | %               | +/-  |
| ----------------------- | --------------------------------- | ------ | --------------- | ---- |
|                         | Coligação Democrática Unitária    | 6 369  | 30,31 / 100,00  | 8,22 |
|                         | Partido Socialista                | 6 291  | 29,94 / 100,00  | 9,77 |
|                         | Partido Social Democrata          | 6 170  | 29,36 / 100,00  | 2,50 |
|                         | Centro Democrático e Social       | 492    | 2,34 / 100,00   | 0,47 |
|                         | Partido Socialista Revolucionário | 400    | 1,90 / 100,00   | 1,23 |
|                         | PCTP/MRPP                         | 314    | 1,49 / 100,00   | 0,84 |
|                         | Partido da Solidariedade Nacional | 238    | 1,13 / 100,00   | Novo |
|                         | Outros                            | 248    | 1,18 / 100,00   |      |
| Votos Inválidos         | Votos Inválidos                   | 490    | 2,33 / 100,00   | 0,29 |
| Total                   | Total                             | 21 012 | 100,00 / 100,00 |      |
| Eleitorado/Participação | Eleitorado/Participação           | 30 463 | 68,98 / 100,00  | 3,04 |

### Castro Verde
| Partido                 | Partido                           | Votos | %               | +/-  |
| ----------------------- | --------------------------------- | ----- | --------------- | ---- |
|                         | Coligação Democrática Unitária    | 1 475 | 36,38 / 100,00  | 5,40 |
|                         | Partido Social Democrata          | 1 109 | 27,36 / 100,00  | 7,29 |
|                         | Partido Socialista                | 987   | 24,35 / 100,00  | 4,83 |
|                         | Partido Socialista Revolucionário | 104   | 2,57 / 100,00   | 1,70 |
|                         | Centro Democrático e Social       | 87    | 2,15 / 100,00   | 0,44 |
|                         | PCTP/MRPP                         | 76    | 1,87 / 100,00   | 0,90 |
|                         | Partido da Solidariedade Nacional | 41    | 1,01 / 100,00   | Novo |
|                         | Outros                            | 59    | 1,46 / 100,00   |      |
| Votos Inválidos         | Votos Inválidos                   | 116   | 2,86 / 100,00   | 0,54 |
| Total                   | Total                             | 4 054 | 100,00 / 100,00 |      |
| Eleitorado/Participação | Eleitorado/Participação           | 6 532 | 62,06 / 100,00  | 0,29 |

### Cuba
| Partido                 | Partido                           | Votos | %               | +/-  |
| ----------------------- | --------------------------------- | ----- | --------------- | ---- |
|                         | Coligação Democrática Unitária    | 1 143 | 36,07 / 100,00  | 7,38 |
|                         | Partido Social Democrata          | 835   | 26,35 / 100,00  | 1,27 |
|                         | Partido Socialista                | 779   | 24,58 / 100,00  | 9,85 |
|                         | Partido Socialista Revolucionário | 93    | 2,93 / 100,00   | 1,84 |
|                         | PCTP/MRPP                         | 81    | 2,56 / 100,00   | 1,38 |
|                         | Centro Democrático e Social       | 68    | 2,15 / 100,00   | 0,35 |
|                         | Partido da Solidariedade Nacional | 32    | 1,01 / 100,00   | Novo |
|                         | Outros                            | 45    | 1,42 / 100,00   |      |
| Votos Inválidos         | Votos Inválidos                   | 93    | 2,94 / 100,00   | 0,84 |
| Total                   | Total                             | 3 169 | 100,00 / 100,00 |      |
| Eleitorado/Participação | Eleitorado/Participação           | 4 640 | 68,30 / 100,00  | 4,68 |

### Ferreira do Alentejo
| Partido                 | Partido                           | Votos | %               | +/-  |
| ----------------------- | --------------------------------- | ----- | --------------- | ---- |
|                         | Coligação Democrática Unitária    | 1 947 | 31,84 / 100,00  | 8,12 |
|                         | Partido Socialista                | 1 880 | 30,75 / 100,00  | 7,60 |
|                         | Partido Social Democrata          | 1 615 | 26,41 / 100,00  | 5,99 |
|                         | Partido Socialista Revolucionário | 135   | 2,21 / 100,00   | 1,17 |
|                         | Centro Democrático e Social       | 123   | 2,01 / 100,00   | 0,11 |
|                         | PCTP/MRPP                         | 113   | 1,85 / 100,00   | 0,72 |
|                         | Partido da Solidariedade Nacional | 63    | 1,03 / 100,00   | Novo |
|                         | Outros                            | 75    | 1,23 / 100,00   |      |
| Votos Inválidos         | Votos Inválidos                   | 163   | 2,67 / 100,00   | 0,01 |
| Total                   | Total                             | 6 114 | 100,00 / 100,00 |      |
| Eleitorado/Participação | Eleitorado/Participação           | 9 022 | 67,77 / 100,00  | 2,79 |

### Mértola
| Partido                 | Partido                           | Votos | %               | +/-  |
| ----------------------- | --------------------------------- | ----- | --------------- | ---- |
|                         | Coligação Democrática Unitária    | 2 258 | 40,05 / 100,00  | 9,29 |
|                         | Partido Social Democrata          | 1 371 | 24,32 / 100,00  | 4,21 |
|                         | Partido Socialista                | 1 287 | 22,83 / 100,00  | 7,14 |
|                         | Partido Socialista Revolucionário | 177   | 3,14 / 100,00   | 1,77 |
|                         | PCTP/MRPP                         | 136   | 2,41 / 100,00   | 1,42 |
|                         | Centro Democrático e Social       | 125   | 2,22 / 100,00   | 0,67 |
|                         | Outros                            | 106   | 1,87 / 100,00   |      |
| Votos Inválidos         | Votos Inválidos                   | 177   | 3,16 / 100,00   | 0,60 |
| Total                   | Total                             | 5 638 | 100,00 / 100,00 |      |
| Eleitorado/Participação | Eleitorado/Participação           | 9 297 | 60,64 / 100,00  | 2,43 |

### Moura
| Partido                 | Partido                           | Votos  | %               | +/-  |
| ----------------------- | --------------------------------- | ------ | --------------- | ---- |
|                         | Partido Socialista                | 2 571  | 30,02 / 100,00  | 9,37 |
|                         | Partido Social Democrata          | 2 560  | 29,89 / 100,00  | 7,41 |
|                         | Coligação Democrática Unitária    | 2 233  | 26,07 / 100,00  | 7,56 |
|                         | Centro Democrático e Social       | 240    | 2,80 / 100,00   | 0,22 |
|                         | Partido Socialista Revolucionário | 236    | 2,76 / 100,00   | 1,39 |
|                         | PCTP/MRPP                         | 177    | 2,07 / 100,00   | 0,79 |
|                         | Partido da Solidariedade Nacional | 95     | 1,11 / 100,00   | Novo |
|                         | Outros                            | 144    | 1,69 / 100,00   |      |
| Votos Inválidos         | Votos Inválidos                   | 308    | 3,60 / 100,00   | 0,04 |
| Total                   | Total                             | 8 564  | 100,00 / 100,00 |      |
| Eleitorado/Participação | Eleitorado/Participação           | 15 707 | 54,52 / 100,00  | 5,59 |

### Odemira
| Partido                 | Partido                           | Votos  | %               | +/-  |
| ----------------------- | --------------------------------- | ------ | --------------- | ---- |
|                         | Partido Social Democrata          | 5 038  | 32,16 / 100,00  | 6,36 |
|                         | Partido Socialista                | 4 293  | 27,41 / 100,00  | 9,63 |
|                         | Coligação Democrática Unitária    | 3 909  | 24,96 / 100,00  | 8,89 |
|                         | Partido Socialista Revolucionário | 491    | 3,13 / 100,00   | 1,53 |
|                         | Centro Democrático e Social       | 433    | 2,76 / 100,00   | 0,15 |
|                         | PCTP/MRPP                         | 385    | 2,46 / 100,00   | 0,73 |
|                         | Partido Renovador Democrático     | 204    | 1,30 / 100,00   | 6,97 |
|                         | Partido da Solidariedade Nacional | 191    | 1,22 / 100,00   | Novo |
|                         | Outros                            | 150    | 0,96 / 100,00   |      |
| Votos Inválidos         | Votos Inválidos                   | 569    | 3,63 / 100,00   | 0,10 |
| Total                   | Total                             | 15 663 | 100,00 / 100,00 |      |
| Eleitorado/Participação | Eleitorado/Participação           | 24 783 | 63,20 / 100,00  | 5,88 |

### Ourique
| Partido                 | Partido                           | Votos | %               | +/-     |
| ----------------------- | --------------------------------- | ----- | --------------- | ------- |
|                         | Partido Social Democrata          | 1 749 | 43,03 / 100,00  | 5,38    |
|                         | Coligação Democrática Unitária    | 1 004 | 24,70 / 100,00  | 5,38    |
|                         | Partido Socialista                | 959   | 23,59 / 100,00  | 4,75    |
|                         | Partido Socialista Revolucionário | 73    | 1,80 / 100,00   | 0,73    |
|                         | Centro Democrático e Social       | 65    | 1,60 / 100,00   | Estável |
|                         | PCTP/MRPP                         | 47    | 1,16 / 100,00   | 0,67    |
|                         | Outros                            | 75    | 1,85 / 100,00   |         |
| Votos Inválidos         | Votos Inválidos                   | 93    | 2,28 / 100,00   | 0,37    |
| Total                   | Total                             | 4 065 | 100,00 / 100,00 |         |
| Eleitorado/Participação | Eleitorado/Participação           | 6 670 | 60,94 / 100,00  | 3,73    |

### Serpa
| Partido                 | Partido                           | Votos  | %               | +/-  |
| ----------------------- | --------------------------------- | ------ | --------------- | ---- |
|                         | Coligação Democrática Unitária    | 3 830  | 37,98 / 100,00  | 8,72 |
|                         | Partido Social Democrata          | 2 744  | 27,21 / 100,00  | 4,26 |
|                         | Partido Socialista                | 2 556  | 25,34 / 100,00  | 6,70 |
|                         | Centro Democrático e Social       | 234    | 2,32 / 100,00   | 0,45 |
|                         | Partido Socialista Revolucionário | 189    | 1,87 / 100,00   | 1,08 |
|                         | PCTP/MRPP                         | 146    | 1,45 / 100,00   | 0,82 |
|                         | Outros                            | 169    | 1,68 / 100,00   |      |
| Votos Inválidos         | Votos Inválidos                   | 217    | 2,15 / 100,00   | 0,13 |
| Total                   | Total                             | 10 085 | 100,00 / 100,00 |      |
| Eleitorado/Participação | Eleitorado/Participação           | 16 952 | 59,49 / 100,00  | 6,57 |

### Vidigueira
| Partido                 | Partido                           | Votos | %               | +/-   |
| ----------------------- | --------------------------------- | ----- | --------------- | ----- |
|                         | Partido Social Democrata          | 1 139 | 29,80 / 100,00  | 2,71  |
|                         | Coligação Democrática Unitária    | 1 064 | 27,84 / 100,00  | 10,47 |
|                         | Partido Socialista                | 1 058 | 27,68 / 100,00  | 10,39 |
|                         | Centro Democrático e Social       | 108   | 2,83 / 100,00   | 1,22  |
|                         | Partido Socialista Revolucionário | 102   | 2,67 / 100,00   | 1,11  |
|                         | PCTP/MRPP                         | 100   | 2,62 / 100,00   | 1,66  |
|                         | Partido da Solidariedade Nacional | 67    | 1,75 / 100,00   | Novo  |
|                         | Outros                            | 60    | 1,57 / 100,00   |       |
| Votos Inválidos         | Votos Inválidos                   | 124   | 3,24 / 100,00   | 0,56  |
| Total                   | Total                             | 3 822 | 100,00 / 100,00 |       |
| Eleitorado/Participação | Eleitorado/Participação           | 5 802 | 65,87 / 100,00  | 1,71  |